# Unterschönau
Unterschönau est un quartier de la ville de Steinbach-Hallenberg, commune allemande située dans le Land de Thuringe, faisant partie de l'arrondissement de Schmalkalden-Meiningen.